# Protearomyia greciana
Protearomyia greciana is een vliegensoort uit de familie van de Lonchaeidae. De wetenschappelijke naam van de soort is voor het eerst geldig gepubliceerd in 1962 door McAlpine.